# Springfield (Florida)
Springfield ist eine Stadt im Bay County im US-Bundesstaat Florida. Das U.S. Census Bureau hat bei der Volkszählung 2020 eine Einwohnerzahl von 8.075 ermittelt. 

## Geographie
Springfield grenzt an die Städte Parker, Callaway und Panama City und liegt etwa 150 km westlich von Tallahassee.

## Demographische Daten
Laut der Volkszählung 2010 verteilten sich die damaligen 8903 Einwohner auf 4238 Haushalte. Die Bevölkerungsdichte lag bei 794,9 Einw./km². 66,0 % der Bevölkerung bezeichneten sich als Weiße, 23,8 % als Afroamerikaner, 0,7 % als Indianer und 3,8 % als Asian Americans. 2,0 % gaben die Angehörigkeit zu einer anderen Ethnie und 3,8 % zu mehreren Ethnien an. 5,8 % der Bevölkerung bestand aus Hispanics oder Latinos.
Im Jahr 2010 lebten in 33,8 % aller Haushalte Kinder unter 18 Jahren sowie 23,7 % aller Haushalte Personen mit mindestens 65 Jahren. 63,5 % der Haushalte waren Familienhaushalte (bestehend aus verheirateten Paaren mit oder ohne Nachkommen bzw. einem Elternteil mit Nachkomme). Die durchschnittliche Größe eines Haushalts lag bei 2,52 Personen und die durchschnittliche Familiengröße bei 3,07 Personen.
27,8 % der Bevölkerung waren jünger als 20 Jahre, 28,5 % waren 20 bis 39 Jahre alt, 25,6 % waren 40 bis 59 Jahre alt und 18,0 % waren mindestens 60 Jahre alt. Das mittlere Alter betrug 35 Jahre. 49,4 % der Bevölkerung waren männlich und 50,6 % weiblich.
Das durchschnittliche Jahreseinkommen lag bei 36.693 $, dabei lebten 21,5 % der Bevölkerung unter der Armutsgrenze.
Im Jahr 2000 war Englisch die Muttersprache von 92,74 % der Bevölkerung, vietnamesisch sprachen 3,01 % und 4,25 % hatten eine andere Muttersprache.

## Verkehr
Die Stadt wird vom U.S. Highway 98 (SR 30A) sowie den Florida State Roads 22 und 389 durchquert. Der Northwest Florida Beaches International Airport liegt rund 40 km nordwestlich der Stadt.

## Kriminalität
Die Kriminalitätsrate lag im Jahr 2010 mit 423 Punkten (US-Durchschnitt: 266 Punkte) im durchschnittlichen Bereich. Es gab einen Mord, fünf Vergewaltigungen, zehn Raubüberfälle, 43 Körperverletzungen, 126 Einbrüche, 208 Diebstähle, 19 Autodiebstähle und eine Brandstiftung.